# Policía corrupto
Policía corrupto es una película argentina dramática-policial de 1996 dirigida por Carlos Galettini (bajo el seudónimo de Carlo Campanile) y escrita por Cristina Agüero en colaboración con Juan Bautista Stagnaro y Bruno Stagnaro. Es protagonizada por Gerardo Romano, Ulises Dumont y Emilia Mazer. Se estrenó el 13 de junio de 1996.
La película es mayormente recordada por la controversia que se generó alrededor de su producción y los fondos que recibió para llevarse a cabo: el Comité de Evaluación de Películas Terminadas del Instituto Nacional de Cine y Artes Audiovisuales de Argentina (INCAA) la calificó “sin interés”, lo que significaba que no era apta para recibir subsidios del ente oficial. Sin embargo, el director del Instituto revocó esa resolución, lo cual provocó el reclamo de entidades y grupos cinematográficos que lo consideraban un filme “deleznable”, ocasionando así que el Instituto volviera atrás y mantuviera la primera calificación. Posteriormente Cristina Agüero –intérprete, productora y guionista del filme- inició juicios por incumplimiento de contrato contra Romano y Galettini; este último, que había participado en la película hasta que la misma llegó a la mesa de montaje, firmó como director pero con el seudónimo de Carlo Campanile.

## Sinopsis
Un policía corrupto decide vengar el asesinato de su familia por una banda de narcotraficantes.

## Reparto
- Gerardo Romano …Eduardo Romero
- Ulises Dumont …Dupont
- Cristina Agüero …Lizbeth
- Emilia Mazer …Viviana
- Aldo Barbero …Parry
- Juan Vitali …Paco
- Mapi Galán …Romina
- Rodolfo Machado …Jefe de Policía
- Norman Erlich …Forense
- Déborah Warren …La Tana
- Verónica Ponieman …Emilia
- Daniel Dibiase …Stunt
- Pablo Patlis …Aletto
- Vicky Fariña …Gigí
- Norma Michunovich …July
- Marcelo Serré …Pajarito
- Sergio Theaux …Matón 1
- Enrique Harris …Diputado
- Román Druchas …Hijo de Romero
- Alejandro Fiore …Trufa
- Horacio Nittalo …Matón 2
- Daniel Ritto …Matón 3
- Rubén Darío Martínez …Barman
- José Luis Aguirre …Oficial 1
- Emiliano Lozano …Oficial 2
- Adriana Ariza …Mujer policía 1
- Silvia Reyes …Mujer policía 2
- Gabriela Canaves …Prostituta en auto
- Adrián Cornaglia …Portero en club
- Laila Hecht …Chica en club
- Jorge Abalos
- Arturo Noal
- Gustavo Álvarez
- Lucas Baldi
- Marcelo Araujo
- Evon Correia …El Negro

## Comentarios
Martín Pérez en Página 12 escribió:

«Perdidos en una confusa trama en la que conviven esculturales señoritas junto con educados narcotraficantes con línea directa al Congreso, aparecen brevemente Emilia Mazer (de la que solo se puede elogiar sus pechos en primer plano en una tórrida escena amorosa, la promocionada Vicky Fariña (que dice un par de parlamentos por ahí) y la guionista Agüero que se da el gusto de tener su propia agitada escena de sexo con Gerardo Romano.»

Gustavo Noriega en El Amante del Cine  escribió:

«Una sucesión de mujeres despampanantes o simplemente fuertonas en fina ropa interior, la mala imitación que Romano hace de Harvey Keitel en la película casi homónima, un buen sonido y el final hecho cuando los participantes del simulacro huyeron y dejaron a la empeñosa Agüero remendando sin saber coser, resume una experiencia curiosa.»

Moira Soto en Rock & Pop escribió:

«No hay guion ni hay actores. Puteadas y carajeadas permanentes.»